# Magda Cazanga
Magda Alfredo Cazanga (* 28. Mai 1991 in Luanda, Angola) ist eine angolanische Handballspielerin, die dem Kader der angolanischen Nationalmannschaft angehört.

## Karriere

### Im Verein
Cazanga spielte 16 Jahre beim angolanischen Verein Atlético Petróleos de Luanda, mit dem sie die angolanische Meisterschaft, die CAHB Champions League und den CAHB Pokal der Pokalsieger gewann. Sie wechselte im Dezember 2019 zum spanischen Erstligisten Balonmano Salud Tenerife. Im Sommer 2021 unterschrieb die Rückraumspielerin einen Vertrag beim rumänischen Erstligisten CS Universitar Știința București. Nach dem 19. Spieltag der Saison 2021/22 löste sie ihren Vertrag auf. Bis zu diesem Zeitpunkt hatte sie 102 Treffer erzielt. Ab der Saison 2022/23 stand sie beim rumänischen Erstligisten CS Minaur Baia Mare unter Vertrag. Im Sommer 2025 wechselte sie zum Ligakonkurrenten CSM Slatina.

### In der Nationalmannschaft
Cazanga gewann bei der Afrikameisterschaft im Jahr 2014 die Bronzemedaille sowie in den Jahren 2016, 2018, 2021 und 2022 die Goldmedaille. Weiterhin nahm sie mit der angolanischen Auswahl an den Olympischen Spielen 2012, an der Weltmeisterschaft 2013, an der Weltmeisterschaft 2015, an den Olympischen Spielen 2016, an der Weltmeisterschaft 2017, an der Weltmeisterschaft 2019 und an den Olympischen Spielen 2020 teil.